# Apogon cookii
Apogon cookii är en fiskart som beskrevs av Macleay, 1881. Apogon cookii ingår i släktet Apogon och familjen Apogonidae. Inga underarter finns listade i Catalogue of Life.